# Anri Ban
Anri Ban (伴杏里?, Ban Anri; Kanagawa, 6 settembre 1985) è un'attrice giapponese.

## Carriera
Anri Ban esordì nel 2001, con il film drammatico Go. Nel 2005 ebbe il suo primo ruolo importante, quello di Tomie Kawakami in Tomie: Revenge, settimo film della serie Tomie, tratta dall'omonimo manga scritto e disegnato da Junji Itō. 
Due anni dopo interpretò il ruolo della fondatrice dell'Armata Rossa Giapponese Fusako Shigenobu, in United Red Army, diretto da Kōji Wakamatsu, e interpretò il ruolo di un agente segreto nel tokusatsu Ultraseven X. 

## Filmografia
- Go di Isao Yukisada (2001)
- Pika*nchi Life Is Hard Dakedo Happy di Yukihiko Tsutsumi (2002)
- Kaminari hashiru natsu di Masato Tanno (2003)
- Pika**nchi Life Is Hard Dakara Happy di Yukihiko Tsutsumi (2004)
- Hakenkreuz no tsubasa di Kazuki Katashima (2004)
- Gachapon di Eiji Uchida (2004)
- Thirty Lies or So (Yaku san-jū no uso) di Kentarō Ōtani (2004)
- Tomie: Revenge di Ataru Oikawa (2005)
- Furyo shonen no yume di Junji Hanado (2005)
- Custom Made 10.30 (Kasutamu-meido 10.30) di Hajime Ishimine (2005)
- Woman Transformation (Yōkai kidan) di Tōru Kamei (2006)
- United Red Army (Jitsugoru rengō sekigun: Asama sansō e no michi) di Kōji Wakamatsu (2007)
- Ultraseven X (Urutora sebun X) (serie TV) (2007)
- Sunadokei (Sand Clock) di Shinsuke Sato (2008)
- Hana gerira di Kōji Kawano (2009)